# Tištrja
Tištrja je zarathuštrický bůh – jazata, deště a personifikace hvězdy Siria. Je také pánem a dozorcem všech hvězd, především však vládne východu nebes, zatímco Satavaésa – Antares, který mu pomáhá zalévat zemi deštem, jihu, Vanant – Vega, západu, a Haptóiringa – Velká medvědice, jihu. Na jeho počest je pojmenován čtvrtý měsíc kalendáře jako Tir a je slaven svátek Tíragan. Podle Jaana Puhvela může být Tištrja nositelem některých funkcí íránského protějšku Indry.
Je mu věnován osmý jašt Avesty ve kterém se objevuje ve třech podobách, z nich v každé zůstává po deset dní. Nejdříve se zjevuje jako mladý muž, poté jako býk se zlatými rohy a nakonec jako bílý kůň se žlutýma ušima a zlatým udidlem. V poslední podobě se postaví démonovi sucha Apaošovi, který má podobu černého koně s holýma ušima, olysalým zadkem a ocasem. Po třech dnech a nocích démon Tištrju vyžene z jezera Vourukaša, poté se bůh obrátí na Ahura Mazdou, který jej naplní nadpozemskou silou. Díky tomu Tištrja zvítězí, vody jsou uvolněny a přichází déšť. V druhém mýtu obsaženém v tomto jaštu Tištrja vede hvězdy do boje proti pairikám – čarodějnicím, vedeným Dužjáirjou „špatným rokem, neúrodou“.